# Östers Idrottsförening

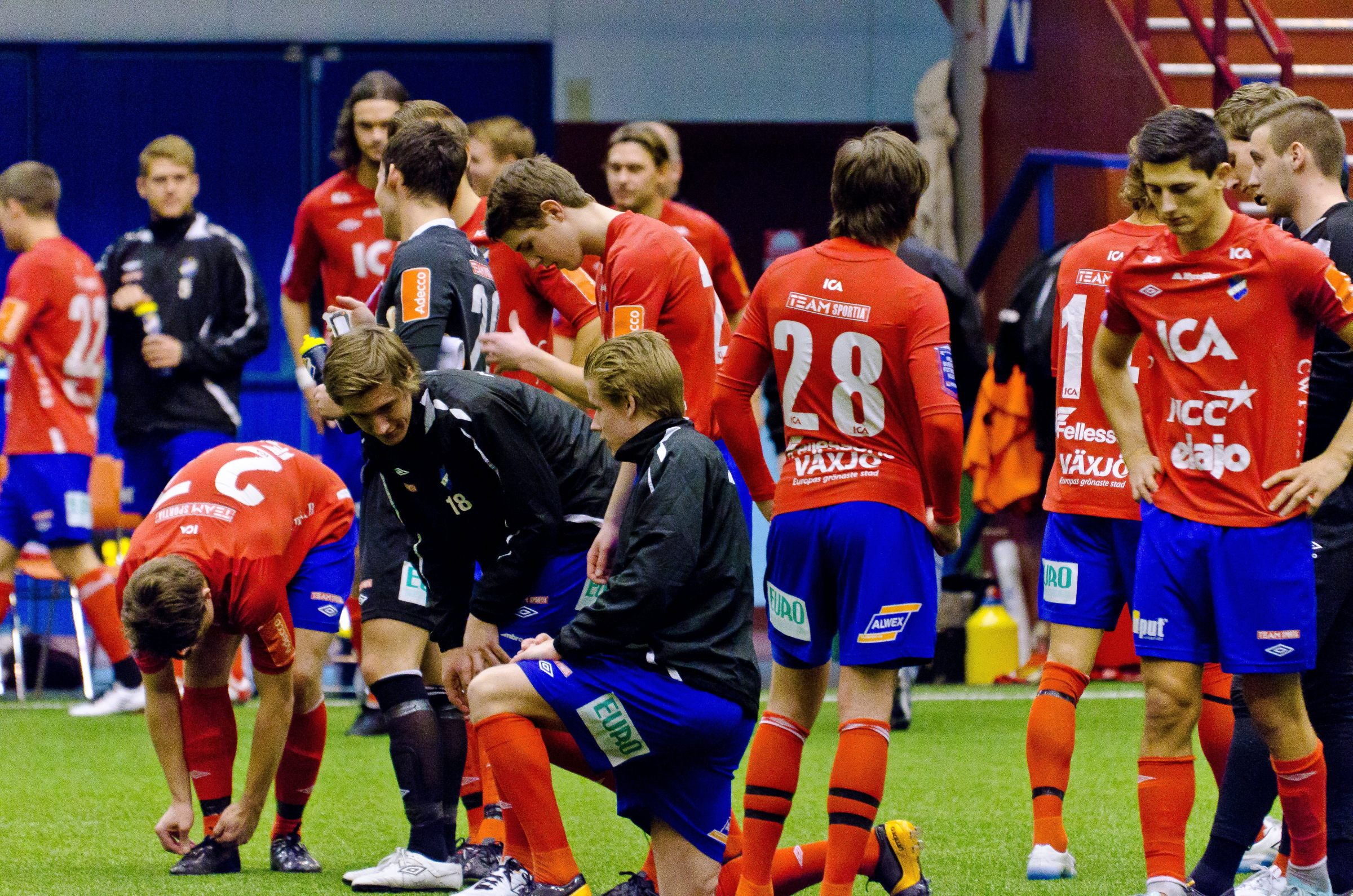
L'Öster prima di un'amichevole pre-campionato nel 2012

L'Östers Idrottsförening, meglio noto come Östers IF o semplicemente Öster, è una società calcistica svedese con sede nella città di Växjö. Nel 2025, dopo undici anni di assenza, torna a militare in Allsvenskan, la massima divisione del campionato svedese.

## Storia
La società venne fondata il 20 aprile del 1930 come Östers Fotbollförening, e prese il nome dall'omonimo quartiere di Öster. Due anni più tardi la denominazione cambiò nell'attuale Östers Idrottsförening.
La prima partecipazione ad un campionato nazionale ebbe luogo nel 1946-1947, quando l'Öster prese parte alla Division 3 (che all'epoca rappresentava la terza serie nazionale) retrocedendo però già al termine della stagione di esordio.
L'ascesa del club iniziò nel 1959, quando fu promosso in Division 2 per la prima volta nella sua storia. Due anni più tardi arrivò primo nel proprio girone, ma non riuscì a superare le prime classificate degli altri gironi. La promozione in Allsvenskan si concretizzò sotto la guida del nuovo tecnico ungherese Vilmos Várszegi nell'ottobre 1967, grazie alla decisiva vittoria sul Brage davanti a 26 404 spettatori.
Nel 1968 l'Öster divenne una delle poche squadre europee capace di vincere un titolo nazionale da debuttante. All'ultima giornata dell'Allsvenskan 1968, infatti, una serie di risultati fece concludere quattro squadre al primo posto a pari merito, ma il club rossoblù fu premiato dalla migliore differenza reti grazie anche ai 14 gol di Harry Bild e ai 13 di Inge Ejderstedt, rispettivamente secondo e terzo nella classifica marcatori. Partecipò pertanto alla Coppa dei Campioni ma fu eliminato al primo turno dalla Fiorentina che vinse sia in casa (1-0), sia in trasferta (1-2).
Negli anni immediatamente seguenti non bissò il titolo, ma ottenne comunque alcuni piazzamenti di rilievo, come i terzi posti delle stagioni 1972, 1974 e 1976 e i secondi posti delle stagioni 1973 e 1975.
A cavallo tra gli anni '70 e '80, oltre alla conquista della Coppa di Svezia 1976-1977, la squadra si impose vincendo tre titoli nazionali nell'arco di quattro stagioni. Nel 1978 i ragazzi del tecnico Lars Arnesson chiusero al primo posto con 6 punti di vantaggio sul Malmö FF. Il terzo e il quarto titolo della storia della società arrivarono nel 1980 e nel 1981 sotto la guida del nuovo allenatore Bo "Bosse" Johansson. Alla fine di quest'ultima stagione, il giovane portiere Thomas Ravelli vinse il Guldbollen (terzo giocatore dell'Öster a vincere tale premio, dopo Tommy Svensson e Anders Linderoth).
La retrocessione sopraggiunta al termine campionato 1988 andò a chiudere un periodo di 21 stagioni trascorse consecutivamente in Allsvenskan. La permanenza nella seconda serie durò però solo un anno, visto che al primo tentativo fu conquistata la promozione. Il terzo posto nella Mästerskapsserien dell'Allsvenskan 1992 si rivelò tuttavia un piazzamento che negli anni a seguire la formazione rossoblù non riuscì più ad eguagliare. Dopo essersi salvato solo agli spareggi sia nel 1995 che nel 1997, l'Öster scese in seconda serie in virtù dell'ultimo posto nel campionato 1998.
La squadra riuscì a tornare in Allsvenskan solo per sporadiche apparizioni, come nel 2003 e nel 2006 quando la stagione si chiuse in entrambi i casi con una retrocessione immediata. Nel 2007, inoltre, si verificò un'ulteriore retrocessione che fece addirittura scendere il club in terza serie.
I rossoblù tornarono a disputare la Superettan nel 2010. Nel 2013 furono nuovamente impegnati in Allsvenskan, ma anche in questo caso – come nelle due precedenti occasioni – la stagione del ritorno nella massima serie terminò con la retrocessione. Il campionato di Superettan 2014 condannò poi la squadra alla seconda retrocessione nel giro di due anni, che comportò una nuova discesa in terza serie, rimanendovi per un biennio. Dal 2017 ebbe inizio una lunga parentesi in Superettan durata otto anni. Nel 2022 il club fu vicino alla promozione, con un terzo posto seguito però dalla doppia sconfitta negli spareggi contro il Varberg. Nel 2023 lottò nuovamente per il salto di categoria, arrivando però quarto per un solo punto e quindi fuori dagli spareggi.
Il ritorno in Allsvenskan venne infine centrato all'ultima giornata della Superettan 2024, con la conquista del secondo posto che riportò il club nella massima serie dopo undici anni di assenza.

## Strutture

### Stadio
Lo stadio Värendsvallen ha ospitato le partite casalinghe della squadra fino all'agosto del 2012. Dal mese successivo, la squadra si è trasferita in un impianto di più recente costruzione, la Myresjöhus Arena (oggi Visma Arena).

## Palmarès

### Competizioni nazionali
- Campionato svedese: 4

1968, 1978, 1980, 1981
- Coppa di Svezia: 1

1977
- Campionato svedese di seconda divisione: 2

2002, 2012
- Division 1 Södra: 2

1989, 2009

### Competizioni internazionali
- Coppa Intertoto: 5

1970, 1973, 1976, 1977, 1982

### Altri piazzamenti
- Campionato svedese:

Secondo posto: 1973, 1975, 1983
Terzo posto: 1972, 1974, 1976, 1992
- Coppa di Svezia:

Finalista: 1973-1974, 1981-1982, 1984-1985, 1990-1991
Semifinalista: 2004, 2006, 2012-2013
- Superettan:

Secondo posto: 2024
Promozione: 2005
- Division 1:

Finalista play-off: 2008
- UEFA Fair Play ranking: 1

2003-2004